# Marojejy (geslacht)
Marojejy is een geslacht van kreeftachtigen uit de klasse van de Malacostraca (hogere kreeftachtigen).

## Soort
- Marojejy longimerus Cumberlidge, Boyko & Harvey, 2002